# Автомат (зброя)

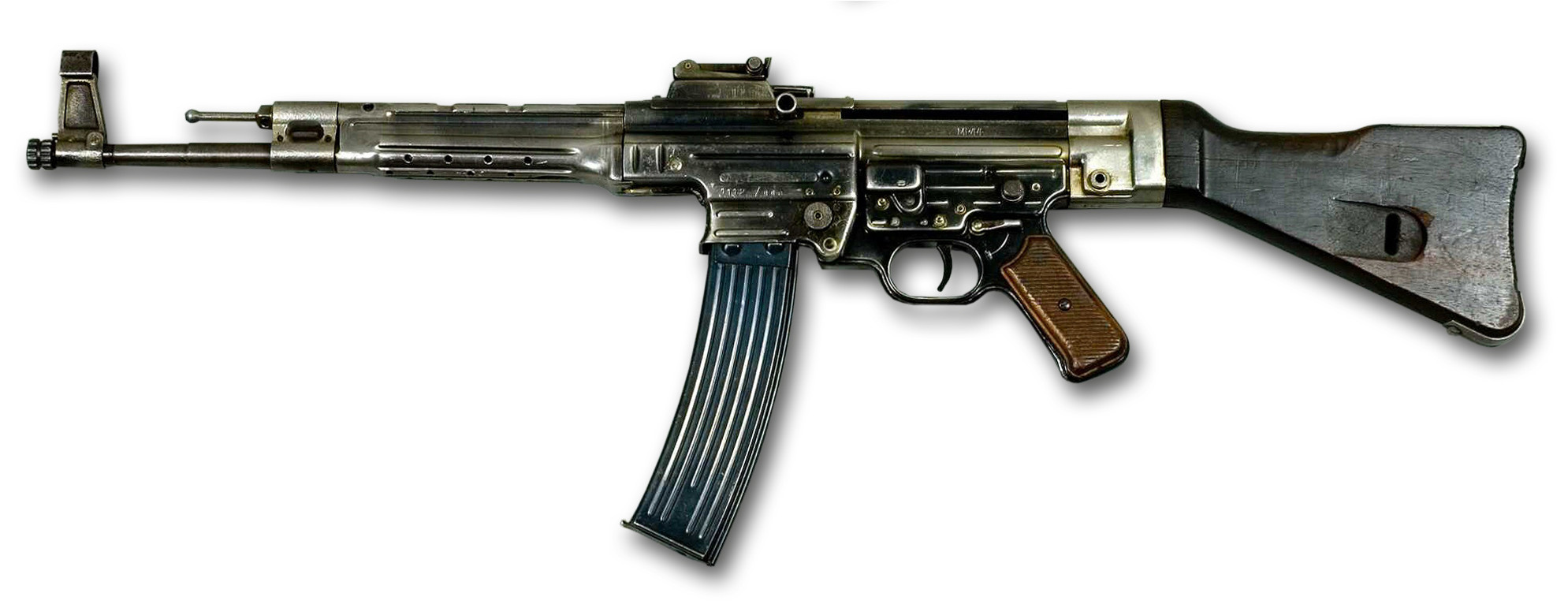
Перший в світі автомат (штурмова гвинтівка) — німецький StG44

Автомат (в англомовних країнах — штурмова гвинтівка (англ. assault rifle), також інколи автоматична гвинтівка, автоматичний карабін) — ручна особиста автоматична вогнепальна зброя під проміжний набій, призначена для ураження живої сили супротивника в ближньому бою і здатна створювати велику щільність вогню. Від автоматичних гвинтівок і пістолетів-кулеметів, які також здатні вести автоматичний вогонь, автомат відрізняється типом набою — в автоматичних гвинтівках використовується гвинтівковий набій, в пістолетах-кулеметах — пістолетний.
У країнах ОВД поняття автоматичний карабин і автоматична гвинтівка поєднували терміном «автомат», що є, за думкою деяких експертів, помилкою. Головною відмінністю карабінів є вкорочена довжина їх ствола до 40-50 калібрів у порівнянні з 70 і більше калібрами для стволів гвинтівок. Таке обмеження довжини ствола призвело до появи схеми компонування елементів зброї — «буллпап».
У СРСР терміном «автомат» позначали різні за класом види автоматичної зброї Калашникова, що, за думкою деяких експертів, технічно безграмотно. З врахуванням калібру і довжини ствола, 7,62мм АК-47/АКМ є автоматичним карабіном, а 5,45мм АК-74 належить до класу автоматичних гвинтівок.
Цей термін використовується в основному в Україні та країнах колишнього СРСР. В інших країнах близька за класом зброя називається автоматичними карабінами або штурмовими гвинтівками, залежно від довжини ствола[джерело?].